# Jürgen Melzer
Pour les articles homonymes, voir Melzer.
Jürgen Melzer, né le 22 mai 1981 à Vienne, est un joueur de tennis autrichien, professionnel de 1999 à 2021.
Il a commencé sa carrière en tant que professionnel en 1999. À partir de 2010, il est très rapidement monté au classement technique ATP en simple en occupant la seizième place mondiale le 7 juin 2010, à la suite de son exploit à Roland-Garros où il atteint pour la première fois les demi-finales d'un tournoi du Grand Chelem après avoir défait le no 3 mondial Novak Djokovic en quart de finale. Par la suite, il accède à la place de no 8 mondial, ce qui reste son meilleur classement en simple. Également bon joueur de double avec pour principal partenaire son ami Philipp Petzschner, le plus haut rang de Jürgen Melzer dans ce domaine a été la sixième place mondiale.
Il a remporté cinq titres en simple et dix-sept titres en double, dont un Masters 1000 et deux Grand Chelem (le tournoi de Wimbledon en 2010 et l'US Open en 2011). Il est en outre parvenu à se qualifier pour vingt-huit autres finales (huit en simple et vingt en double) qu'il a perdues.
Jürgen Melzer joue avec la raquette Dunlop Biomimetic 300 Tour et il est sponsorisé par la marque Adidas concernant le textile. Il a par ailleurs été entraîné par l'ancien joueur de tennis suédois Joakim Nyström depuis novembre 2007. Son entraîneur actuel est le joueur de tennis allemand Alexander Waske. Son préparateur physique est Jan Velthuis. Ancien numéro un autrichien, il est membre de l'équipe d'Autriche de Coupe Davis.

## Biographie
Jürgen Melzer est né le 22 mai 1981 à Vienne. Sa mère est une vendeuse nommée Michaela et son père, Rudolf, est homme d'affaires et ancien maire de Deutsch-Wagram. Il a un frère cadet né le 13 juillet 1990 appelé Gerald Melzer qui est également joueur de tennis. Jürgen sait parler allemand, anglais et français. Ses idoles de jeunesse sont Stefan Edberg, Michael Stich et Patrick Rafter.
Il a commencé à jouer au tennis à l'âge de neuf ans. Malgré sa passion pour le football, il a choisi de se tourner vers le tennis après avoir remporté quelques tournois. Droitier dans la vie de tous les jours, Jürgen affirme qu'il ne se sert de l'autre main que pour manger et jouer au tennis, issu d'une famille de sportifs.

## Vie privée
Jürgen Melzer réside actuellement à Deutsch-Wagram, en Basse-Autriche. Il aime jouer au golf, aller au cinéma et regarder les matchs disputés par son équipe préférée de football, le Bayern Munich.
Il est connu pour avoir eu des relations avec les joueuses de tennis Nicole Vaidišová, Anastasia Myskina et Dominika Cibulková ainsi que la nageuse Mirna Jukić, médaillée de bronze aux Jeux olympiques de Pékin en 2008.
Il a épousé sa partenaire de double Iveta Benešová, le 14 septembre 2012.

## Carrière
| Année          | 1999 | 2000 | 2001 | 2002 | 2003 | 2004 | 2005 | 2006 | 2007 | 2008 | 2009 | 2010 | 2011 | 2012 | 2013 | 2014 | 2015 | 2016 | 2017 | 2018 |
| Rang en simple | 492  | 370  | 167  | 90   | 79   | 39   | 54   | 41   | 60   | 34   | 28   | 11   | 33   | 29   | 27   | 113  | 155  | 307  | 189  | 331  |
| Rang en double | 325  | 647  | 502  | 182  | 82   | 100  | 28   | 22   | 52   | 46   | 26   | 8    | 13   | 26   | 51   | 35   | 107  | 163  | 213  | 135  |

Source : (en) Classements de Jürgen Melzer sur le site officiel de la Fédération internationale de tennis

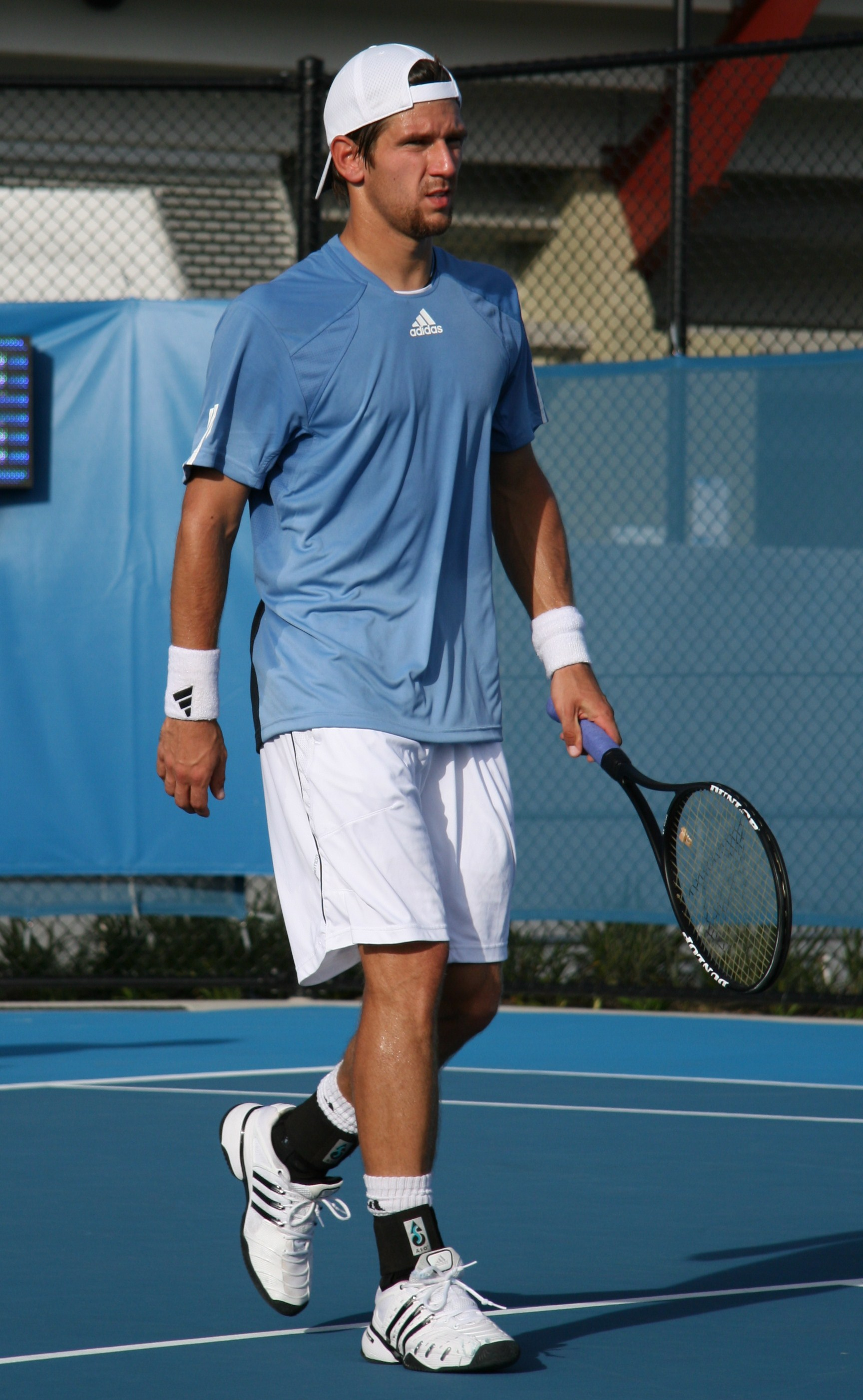
Jürgen Melzer à l'Open de Brisbane en 2009.

Jürgen Melzer a remporté au cours de sa carrière trois tournois en simple, sur la terre battue de Bucarest en septembre 2006 face à Filippo Volandri et dans son pays natal, à Vienne en octobre 2009 face à Marin Čilić et en 2010 contre Andreas Haider-Maurer. Il a disputé sept autres finales. Il a remporté neuf tournois en double. Il fut le dernier adversaire de Marat Safin en Grand Chelem. Aux Jeux olympiques de 2008, il atteint les quarts de finale où il s'incline 6-0, 6-4, face au futur champion olympique Rafael Nadal.

### Parcours junior
Jürgen Melzer a remporté le tournoi de Wimbledon junior en 1999 face au Danois Kristian Pless.

### CircuitsChallengeretFuture
Jürgen Melzer compte également un titre (Mönchengladbach en 2001, Boca Raton en 2004) et quatre finales (Heilbronn et Fürth en 2002, Heilbronn et Aachen en 2003) en tournoi Challenger ainsi qu'une autre finale (Poprad en 2001) en tournoi Future.

### 2009: titre à Vienne

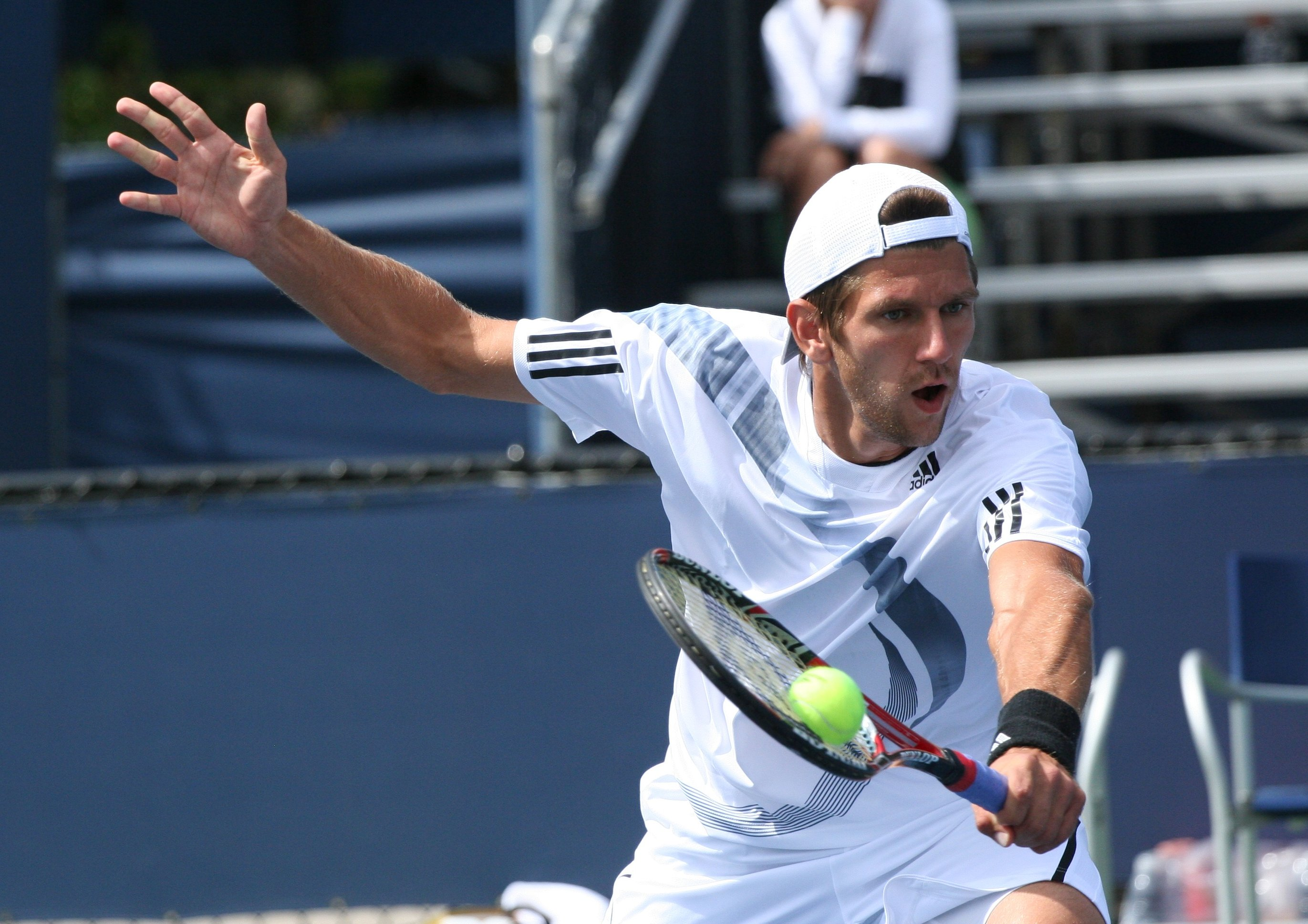
Jürgen Melzer à l'US Open en 2009.

Jürgen Melzer commence la saison 2009 avec pour préparation à l'Open d'Australie les deux tournois de Brisbane et de Sydney. À Brisbane, il gagne face au 22e joueur mondial Mardy Fish puis il perd face au Français Florent Serra, tandis qu'à Sydney, il s'incline devant Tommy Robredo.
Lors de l'Open d'Australie, l'Autrichien entame le tournoi en vainquant assez aisément Kei Nishikori en trois sets. Au deuxième tour, il a plus de difficulté avec l'Allemand Andreas Beck qu'il domine en quatre manches. Ensuite, il est finalement éliminé par le no 4 mondial Andy Murray sur le score de 5-7, 0-6, 3-6.
À la suite de ce premier Grand Chelem, Melzer réalise de mauvaises performances pendant tout le mois de février puisqu'il s'incline à chaque fois au premier tour des tournois de Zagreb, de Rotterdam et de Dubaï.
En mars, dans le cadre des huitièmes de finale de la Coupe Davis, il perd ses deux matchs de simples contre des joueurs de l'équipe d'Allemagne, Philipp Kohlschreiber en cinq sets et contre Nicolas Kiefer en trois sets. L'Autriche perd 3-2 lors de cette rencontre.
Au Masters d'Indian Wells, il dispose en deux sets de l'Américain Taylor Dent puis il s'incline devant Juan Martín del Potro au terme d'un match serré. Il enchaîne par la suite avec le Masters de Miami, mais il est éliminé dès son entrée en lice par Janko Tipsarević.
Melzer entame sa saison sur terre battue avec le tournoi de Houston et s'impose face à Robert Kendrick puis il est battu par le 100e mondial Wayne Odesnik.
En octobre, l’évènement marquant de cette saison pour Jürgen Melzer est bien le gain de son second titre chez lui, à l'Open de Vienne. En effet, il réalise un bon parcours dans ce tournoi en éliminant au passage Marco Chiudinelli, Dominik Hrbatý, Radek Štěpánek, Janko Tipsarević et Marin Čilić en finale. À l'issue de ce même tournoi, associé à son compatriote Julian Knowle, il s'incline en finale du double devant Łukasz Kubot et Oliver Marach.

### 2010: la meilleure saison de sa carrière
En début d'année 2010, Jürgen Melzer entame la saison par une défaite au premier tour de l'Open de Brisbane. Une semaine plus tard, à l'Open d'Auckland, l'Autrichien dispose de Fabio Fognini puis Sébastien Grosjean, mais il s'incline ensuite devant le 67e joueur mondial Arnaud Clément.
Éliminé par Florent Serra en cinq manches, Melzer ne passe donc pas le premier tour à l'Open d'Australie.
Il atteint le mois suivant les demi-finales du tournoi de Zagreb où il est défait par Marin Čilić. L'Autrichien parvient néanmoins à remporter ce même tournoi en double avec Philipp Petzschner. Peu après, il enchaîne avec le tournoi de Rotterdam : à la suite de matchs gagnés assez facilement, Melzer perd en deux sets contre le Russe Nikolay Davydenko. Plus tard, à l'Open de Dubaï, après des victoires sur Simone Bolelli, Tommy Robredo, et Marin Čilić, il est stoppé en demi-finale par la tête de série no 7 Mikhail Youzhny.
Au Masters de Madrid, il bat le no 9 mondial Fernando Verdasco avant de perdre contre Nicolás Almagro en quart de finale.

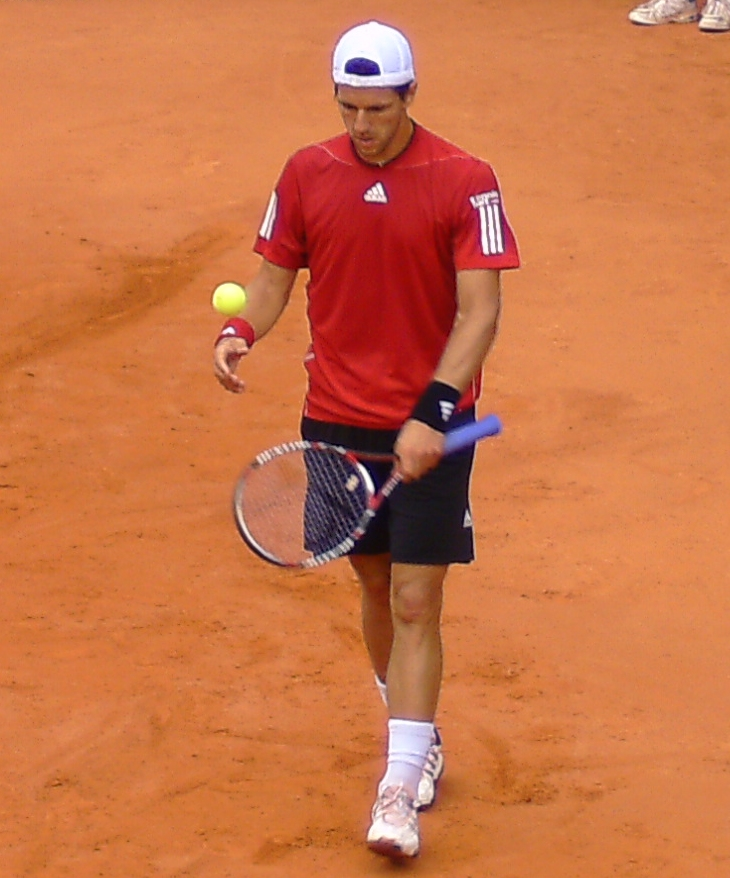
Jürgen Melzer au tournoi de Hambourg en 2010.

Jürgen Melzer accède pour la première fois de sa carrière aux demi-finales d'un Grand Chelem à Roland-Garros en s'imposant en quart de finale devant le no 3 mondial Novak Djokovic après un match très disputé de 4h15 de jeu (3-6, 2-6, 6-2, 7-6, 6-4). C'est sa première victoire face au Serbe en trois confrontations. En outre, il affirme avoir joué le plus beau match de sa carrière. Mais cet exploit est de courte durée puisque, diminué physiquement à cause du match précédent contre Djokovic, il est défait par le futur vainqueur du tournoi, Rafael Nadal, sur le score sans appel de 6-2, 6-3, 7-6 (2h10 de jeu), malgré une bonne résistance à la fin du troisième set. Cette performance lui permet de gagner pas moins de onze places au classement ATP d'un seul coup, devenant ainsi le seizième joueur mondial, le meilleur rang en simple de sa carrière à cette date.
À l'Open de Halle, Melzer bat Alexander Kudryavtsev au premier tour, mais il échoue en huitième de finale en s'inclinant face à l'Allemand Mischa Zverev sur le score de 6-2, 62-7, 63-7.
Lors du tournoi de Wimbledon, il arrive en huitième de finale pour la première fois en dominant au troisième tour Feliciano López, mais il finit par perdre contre Roger Federer, adversaire qu'il n'a jamais joué auparavant sur le circuit, bien qu'ils se soient connus sur le circuit junior. L'Autrichien remporte cependant le titre en double avec l'Allemand Philipp Petzschner et grimpe au neuvième rang mondial. C'est aussi la première fois qu'ils s'adjugent le titre d'un Grand Chelem en double.

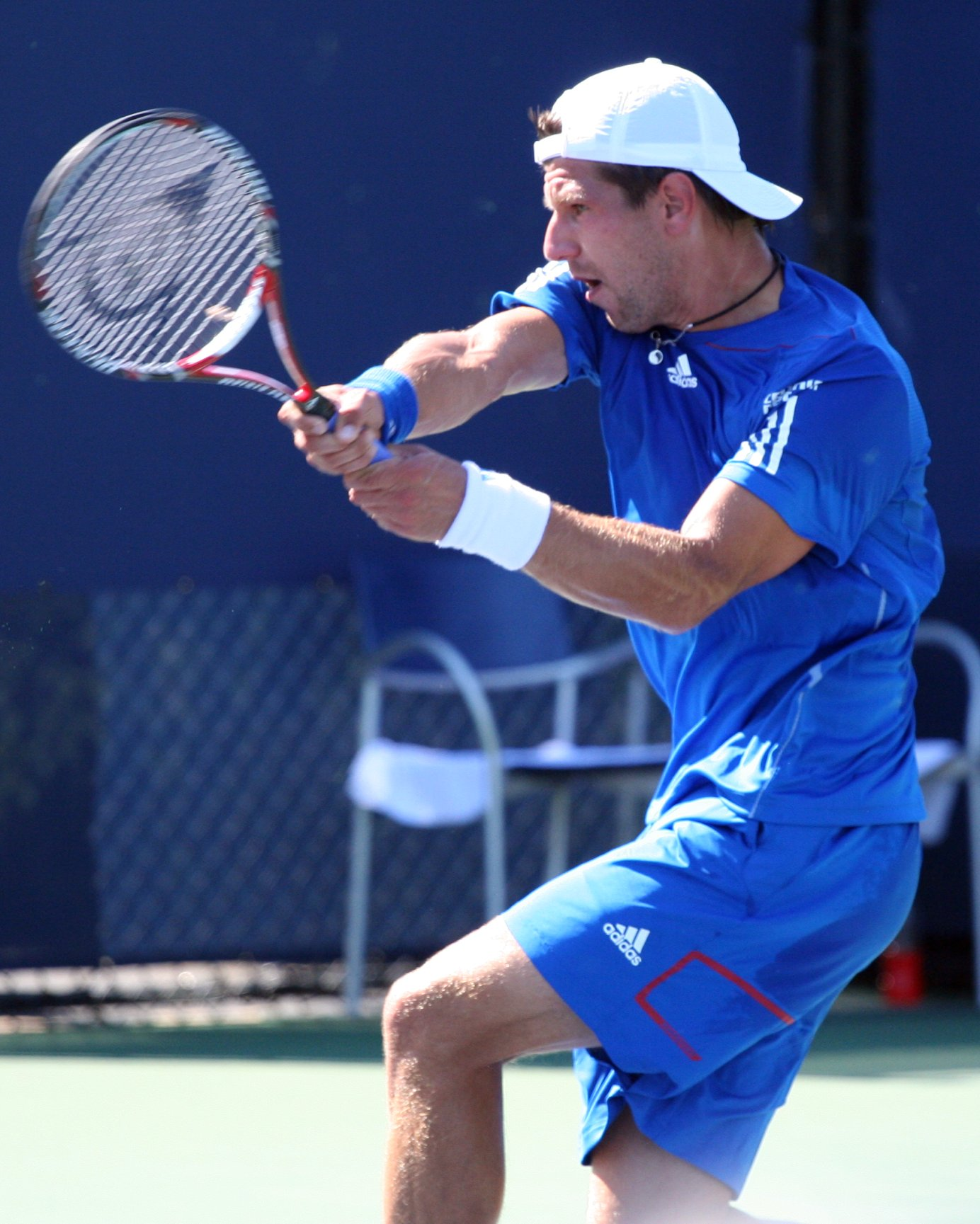
Jürgen Melzer à l'US Open en 2010.

En juillet, il est défait en quart de finale du tournoi de Stuttgart par Albert Montañés en deux sets. Melzer atteint par la suite sa première finale de la saison au tournoi de Hambourg en étant la seule tête de série restante après avoir vaincu Andreas Seppi en demie, mais il s'incline devant le 82e joueur mondial, Andrey Golubev.
À l'Open de Umag, Melzer bat dès son entrée en lice le Tchèque Jan Hájek, tombeur de son frère Gerald. Au troisième tour, il rencontre de nouveau Andreas Seppi, mais il perd cette fois-ci en deux sets. Il est ensuite éliminé dès le premier tour du Masters du Canada par le Canadien Peter Polansky et dès le deuxième tour du Masters de Cincinnati par Ernests Gulbis.
Pendant l'US Open, Jürgen Melzer est à nouveau stoppé par Roger Federer en huitième de finale. Il a néanmoins battu Dmitri Toursounov, Ričardas Berankis et Juan Carlos Ferrero aux tours précédents.
Deux semaines plus tard, à l'Open de Thaïlande organisé à Bangkok, l'Autrichien vainc Dudi Sela puis s'incline face au Finlandais Jarkko Nieminen pour la quatrième fois en quatre confrontations. Toutefois, il parvient avec Jonathan Erlich à se qualifier pour la finale en double. Ils la perdent en deux manches contre Christopher Kas et Viktor Troicki.
Durant l'Open du Japon, il gagne d'entrée contre l'Argentin Juan Mónaco, mais il perd ensuite face à Viktor Troicki.

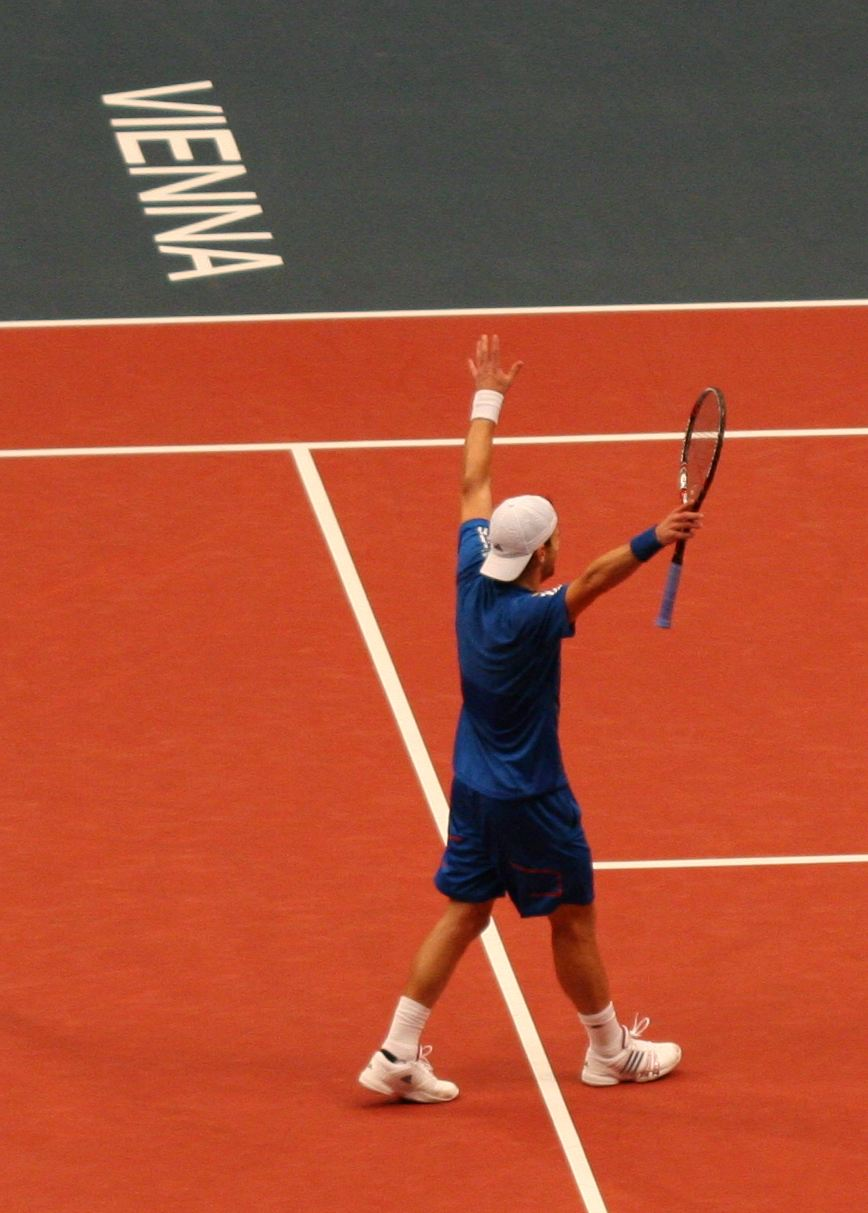
Jürgen Melzer lors de sa victoire à l'Open de Vienne en 2010.

Au Masters de Shanghai, Melzer s'impose devant le jeune Yang Tsung-hua et Daniel Gimeno-Traver. En huitième de finale, il sort pour la première fois le no 1 mondial Rafael Nadal en moins de deux heures après à un match de trois sets. Qualifié pour les quarts de finale, l'Autrichien s'incline finalement face à Juan Mónaco. Il remporte cependant son premier Masters 1000 en double avec l'Indien Leander Paes en gagnant ce même tournoi contre la paire polonaise Mariusz Fyrstenberg-Marcin Matkowski.

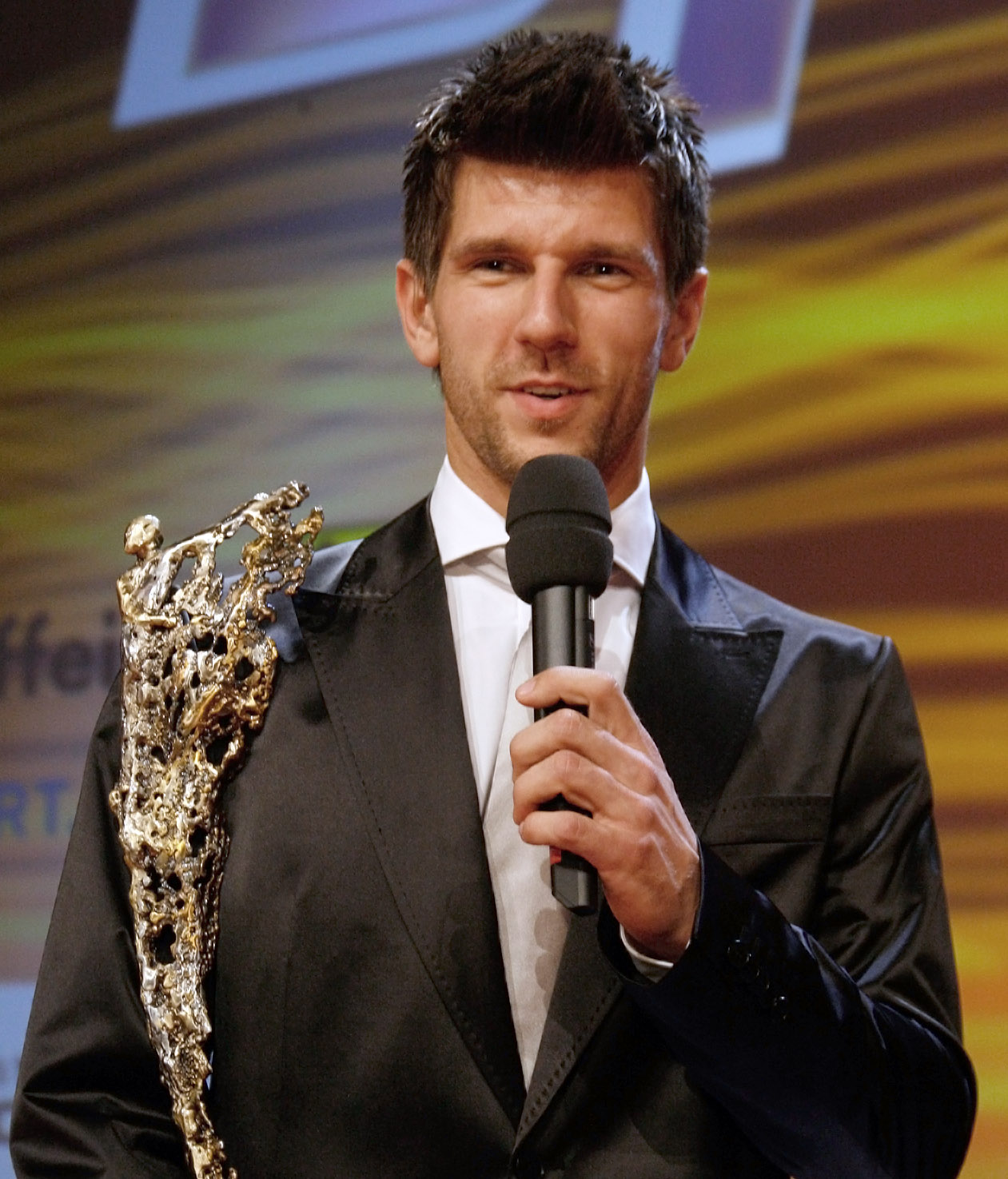
Jürgen Melzer, élu personnalité sportive autrichienne de l'année en 2010.

Plus tard, Jürgen Melzer parvient à défendre son titre à l'Open de Vienne en s'imposant face au lucky loser Andreas Haider-Maurer au terme d'un long match intense de trois manches durant lequel il a été au bord de la défaite,. À noter également ses victoires sur Łukasz Kubot, Philipp Kohlschreiber (forfait) et Nicolás Almagro lors des rencontres précédentes. De plus, il sera présent aux trois prochaines éditions du tournoi, à la suite d'un contrat établi avec le directeur.
Ensuite, Melzer, qui est dès lors tête de série no 5, déclare forfait à l'Open de Bâle à la dernière minute : il est donc remplacé par Karol Beck. L'Autrichien devait jouer le premier tour contre le Colombien Santiago Giraldo.
Au Masters de Paris-Bercy, il élimine dès son entrée en lice Santiago Giraldo puis le no 8 mondial David Ferrer en trois sets. Lors des quarts de finale, il est sorti par Roger Federer.
Qualifiés pour la Masters Cup en double, Jürgen Melzer et Philipp Petzschner n'arrivent que troisième de sa poule avec une victoire seulement sur la paire Lukáš Dlouhý-Leander Paes.
L'Autrichien termine la saison à la onzième place mondiale en simple et à la huitième place mondiale en double. Cette saison 2010 a été la meilleure de sa carrière. En outre, il aura été élu meilleur sportif autrichien de l'année. Il devient donc le deuxième joueur de tennis autrichien à obtenir cette distinction après Thomas Muster en 1990 et en 1995.

### 2011: courte apparition dans le top 10, victoire à Wimbledon en double mixte et à l'US Open en double
Jürgen Melzer commence la saison 2011 par le tournoi exhibition de Kooyong où il atteint les demi-finales durant lesquelles l'Autrichien perd contre Gaël Monfils au terme du tie-break du troisième set. Il s'imposera néanmoins en finale pour la troisième place face à Nikolay Davydenko.
Pour son premier Grand Chelem de l'année, il se qualifie pour les huitièmes de finale de l'Open d'Australie, stade du tournoi pendant lequel il s'incline devant un Andy Murray en forme et en même temps futur finaliste. Il est important de rappeler ses victoires aux tours précédents contre Vincent Millot, Pere Riba et Márcos Baghdatís (abandon).
En février 2011, Melzer enchaîne avec les tournois de Rotterdam et de Marseille. À Rotterdam, il est vaincu par Marin Čilić au deuxième tour après s'être imposé devant Jesse Huta Galung. Quant à Marseille, il dispose tout d'abord de l'Italien Andreas Seppi au second tour, puis il est dominé en quart de finale par le 129e joueur mondial Dmitri Toursounov en trois sets.
Il ne réalise pas de très bonnes performances lors de la tournée américaine : il perd contre Richard Gasquet au troisième tour du Masters d'Indian Wells et contre son ami Philipp Petzschner au second tour du Masters de Miami.
Melzer entame sa saison sur terre battue à l'occasion du Masters de Monte-Carlo, durant lequel il réalise un bon parcours en atteignant les demi-finales, stades du tournoi où il est stoppé par David Ferrer en deux manches expéditives. Il est important à noter ses victoires successives face à Robin Haase, Nicolás Almagro et surtout sur le no 3 mondial Roger Federer, adversaire que l'Autrichien bat pour la première fois en quatre confrontations.
À l'Open de Barcelone, l'Autrichien vainc les Espagnols Marcel Granollers ainsi qu'Albert Montañés, puis il est défait pour la deuxième fois consécutive par le sixième joueur mondial David Ferrer. Ensuite, Jürgen Melzer ne passe pas les premiers tours au Masters de Madrid et au Masters de Rome (battu par Daniel Gimeno-Traver à Madrid et par Florian Mayer sur abandon à Rome).
À Roland-Garros, il passe assez facilement le premier tour en s'imposant face à Andreas Beck. Cependant, lors de son second match, Melzer échoue contre le qualifié Lukáš Rosol en cinq sets accrochés. Il ne réalisera donc pas le même exploit que l'année précédente, c'est-à-dire atteindre les demi-finales. Il retombe de fait à la onzième place mondiale le 6 juin 2011.
Lors du tournoi de Wimbledon, il est stoppé au troisième tour par le Belge Xavier Malisse. En double, Melzer et son partenaire Philipp Petzschner ne parviennent pas à arriver en finale comme en 2010 car ils perdent face aux frères Bob Bryan et Mike Bryan en quart de finale. L'Autrichien remporte néanmoins le tournoi en double mixte aux côtés de Iveta Benešová contre la paire Mahesh Bhupathi-Elena Vesnina.
Éliminé pour la première fois par Santiago Giraldo en trois confrontations au premier tour du tournoi de Stuttgart, il remporte néanmoins son onzième titre en double avec Philipp Petzschner lors du même tournoi.
Au tournoi de Hambourg, il ne parvient pas à atteindre comme l'année précédente la finale car il est stoppé en quart de finale par Fernando Verdasco. Il chute à la 18e place mondiale le 25 juillet 2011.

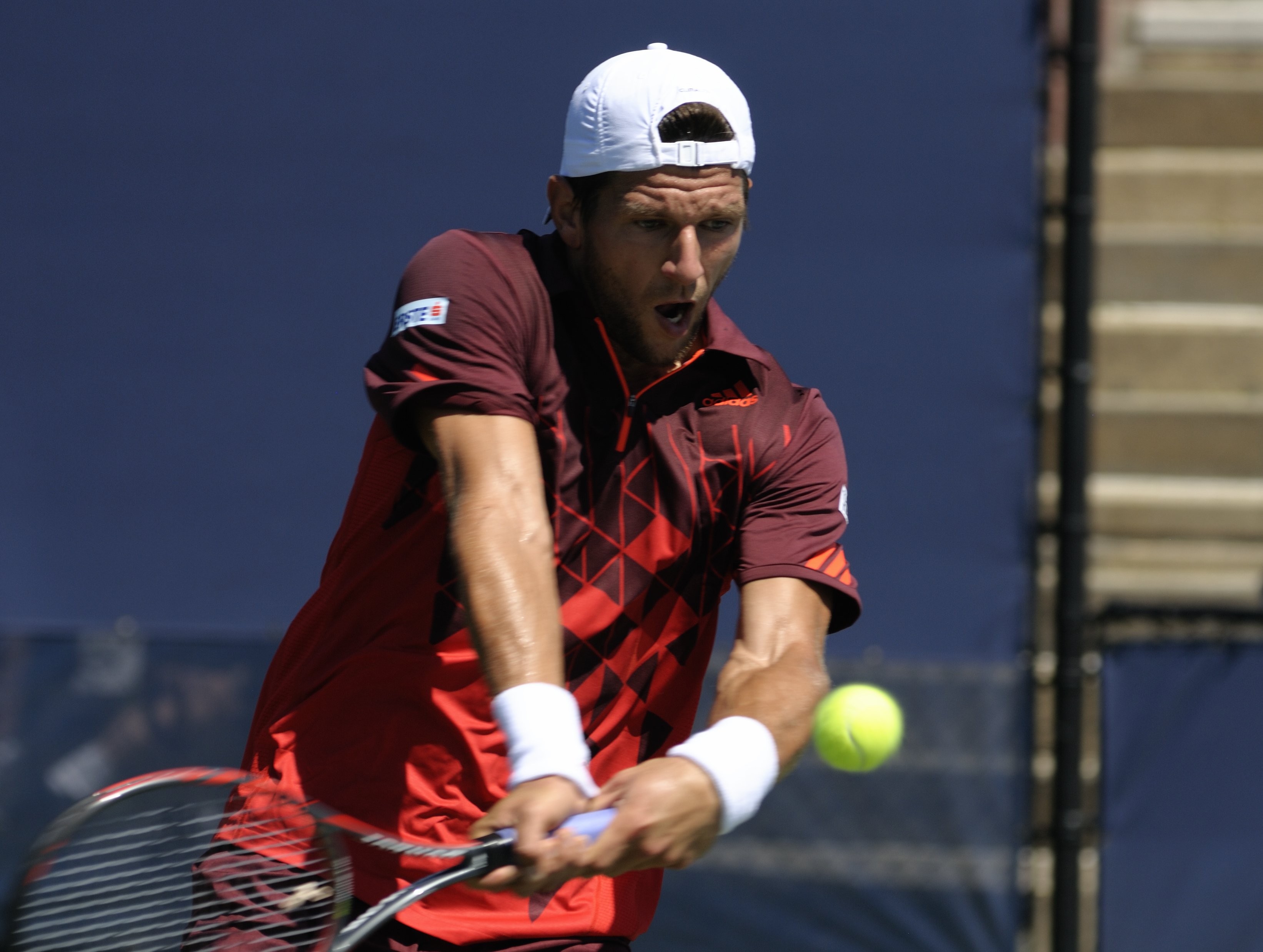
Jürgen Melzer à l'US Open en 2011.

Il ne passe plus un tour au Classic de Washington à la suite de son abandon dès son entrée en lice face à Donald Young, ni au Masters de Cincinnati où il est défait par Gilles Simon. De même, à la première édition du tournoi de Winston-Salem, il perd dès son premier match face à Igor Andreev.
À l'US Open, Melzer passe assez aisément son premier tour contre Éric Prodon, mais le Russe Igor Kunitsyn le stoppe dès le deuxième tour au terme d'un match de cinq sets. Toutefois, l'Autrichien s'octroie avec Petzschner son second titre du Grand Chelem en double en s'imposant 6-2, 6-2 contre les Polonais Mariusz Fyrstenberg et Marcin Matkowski.
En ce qui concerne ses deux tournois mineurs suivants de la tournée asiatique, l'Open de Malaisie et l'Open de Chine, il perd en quart de finale à Kuala Lumpur face à Márcos Baghdatís, futur finaliste du tournoi, et dès le premier tour à Pékin face à Tomáš Berdych.

#### Coupe Davis 2011
En mars, dans le cadre des huitièmes de finale de l'édition 2011 de Coupe Davis, Jürgen Melzer perd le premier match en simple de la rencontre Autriche-France face à Jérémy Chardy en trois manches. Ayant également perdu le deuxième match, l'Autriche, qui se voit menée 2-0, revient à 2-1 avec le triomphe de l'équipe de double composée de Jürgen Melzer et Oliver Marach sur la paire française Julien Benneteau-Michaël Llodra. Ensuite, il vainc difficilement Gilles Simon en cinq sets lors du quatrième match (simple). Cette victoire permet à l'Autriche de disputer le match décisif opposant le jeune Martin Fischer et Jérémy Chardy. Malgré cette égalisation obtenue par Melzer, l'Autriche s'incline finalement devant la France sur le score de 3-2.

### 2012: premier titre majeur mais importante chute au classement ATP
En février, Jürgen Melzer réalise un parcours spectaculaire au tournoi de Memphis en enchaînant les victoires sur Denis Istomin, Ivan Dodig, la tête de série no 1 John Isner en seulement deux sets, et Radek Štěpánek en demie. Lors de la finale qui l'oppose à Milos Raonic, il obtient le premier titre de sa carrière en ATP 500 Series après sa première tentative en 2010, au terme d'un match remporté en deux sets accrochés.
À Roland-Garros, étant tête de série no 30, il ne passe pas le premier tour, perdant en cinq sets face à Michael Berrer, sorti des qualifications.
À la fin août à l'US Open, Melzer s'incline dès le premier tour face au qualifié américain Bradley Klahn en cinq sets. L'Autrichien n'avait plus perdu au premier tour depuis l'US Open 2006 (il avait perdu face à l'Italien Alessio Di Mauro 7-5, 1-6, 5-7, 5-7).

### 2013:5etitreATP et 1/8 à Wimbledon
Jürgen Melzer commence l'année avec un quart de finale perdu contre Grigor Dimitrov à l'Brisbane 2013. À l'Open d'Australie, il perd contre Tomáš Berdych en 3 sets au troisième tour.
En février, il atteint la finale au tournoi de Zagreb mais s'y incline contre Marin Čilić (6-3, 6-1). Au Masters de Miami, il parvient en quart de finale et perd contre le futur finaliste David Ferrer (4-6, 6-3, 6-0).
Au Masters de Monte-Carlo, il bat Nicolás Almagro (6-4, 6-2), no 12 mondial, avant de perdre au tour suivant contre Jo-Wilfried Tsonga. Lors du tournoi de Wimbledon, il se hisse en huitième de finale et perd contre Jerzy Janowicz dans un match très accroché en 5 sets. À l'Open de Winston-Salem, il gagne son premier et unique titre de la saison après avoir joué une finale plus tôt dans l'année. Il bat Gaël Monfils sur abandon dans le second set (6-3, 2-1 ab).
Après le Masters de Shanghai, il met fin à sa saison en raison de son épaule gauche.

### 2014: sortie du top 100
Jürgen Melzer ne fait son retour à la compétition qu'au Masters de Monte-Carlo où il perd en 3 sets contre Julien Benneteau. À l'Open de Barcelone, l'Autrichien vainc le Polonais Jerzy Janowicz alors no 21 mondial.
Au Masters de Rome, à l'aide de son classement protégé, il intègre directement le tableau principal. Il bat John Isner (7-67, 6-3) alors no 11 mondial puis Marin Čilić (6-2, 65-7, 6-3). Il perd ensuite en huitième dans un match plutôt accroché contre Andy Murray.
Il finit la saison en dents de scie et descend à la 113e place mondiale.

### 2015: blessure
Il joue et gagne contre son frère Gerald lors des qualifications de Wimbledon et qualifie ce jour comme le pire de toute sa carrière tennistique et espère ne plus devoir jouer contre son frère en match officiel.
Après l'US Open, où il se qualifie pour le tableau principal et atteint le second tour, il doit subir une opération de l'épaule.

### 2016: finale en double
En 2016, il reprend la compétition. En double il perd en finale du Tournoi de Moscou.

### 2017: victoires en Challenger
En 2017, il remporte le Challenger de Budapest en battant Márton Fucsovics, puis le Challenger de Wrocław en battant en finale Michal Przysiezny.

## Caractéristiques de son jeu

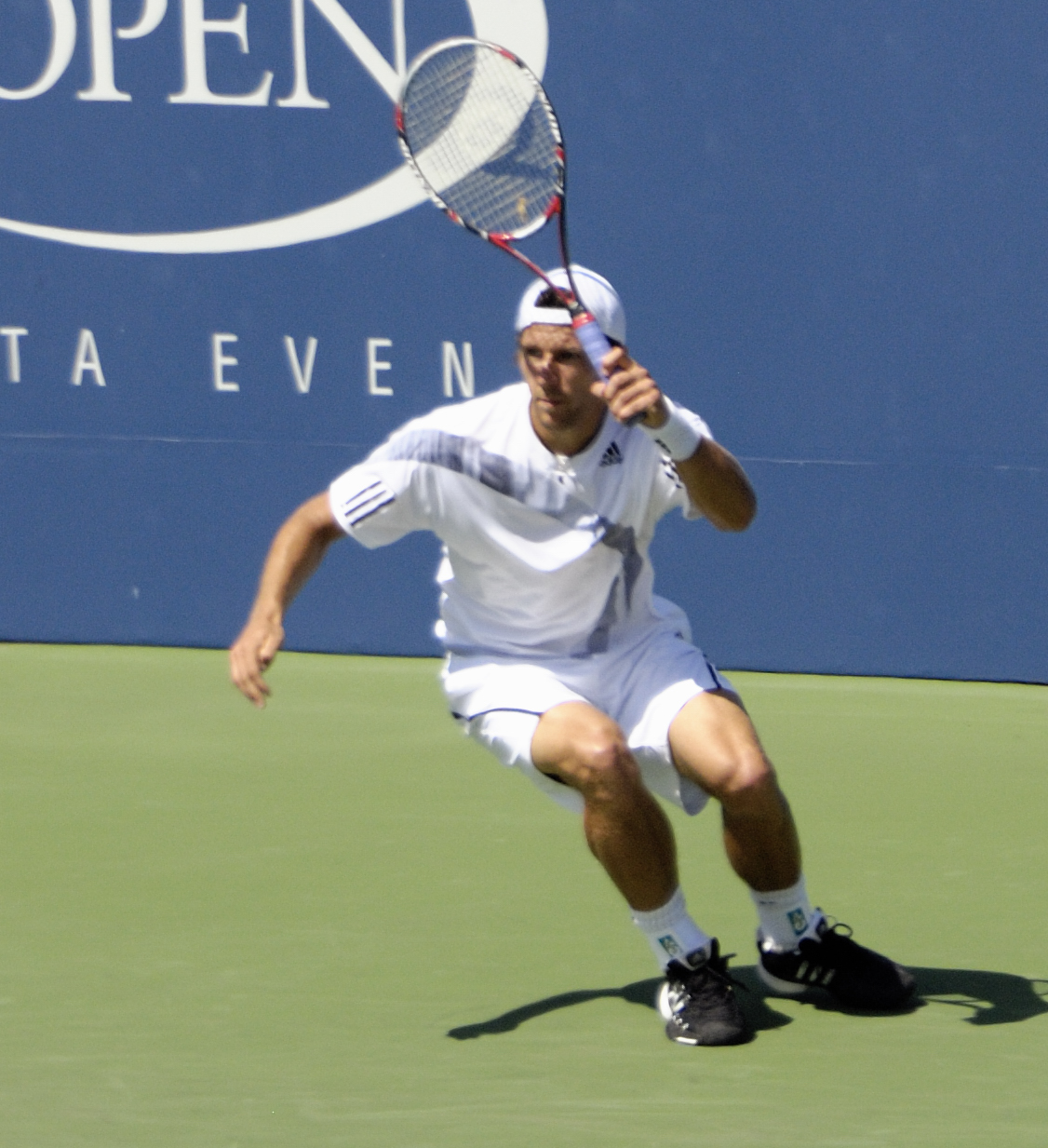
Coup droit défensif de Jürgen Melzer à l'US Open en 2009.

Jürgen Melzer est un joueur à l'aise sur toutes les surfaces de jeu grâce à son jeu complet.
Son amortie de revers est son coup préféré. Son revers est efficace car il lui permet de déborder ses adversaires et de réaliser des coups gagnants. Il possède également un puissant coup droit d'attaque et il est habile à la volée. Son service, souvent accompagné d'un effet kické ou slicé, peut lui permettre de monter au filet afin de terminer rapidement le point. Cependant, il ne maîtrise pas bien son service en seconde balle. Il est bon au retour de service et il n'hésite pas à agresser ses adversaires sur leurs seconds services. L'amortie de revers de l'Autrichien, exécutée à deux mains, fait aussi partie de ses « armes », mais il lui arrive d'en utiliser à mauvais escient.
Il est capable de prendre la balle très tôt après le rebond, ne laissant pas le temps à l'adversaire de lire son jeu et de se replacer, une arme qu'il utilise sur les surfaces rapides et qui lui a notamment permis de battre le no 1 mondial Rafael Nadal lors du Masters de Shanghai 2010.
Enfin, Jürgen Melzer fait parfois preuve de nervosité durant ses matchs, ce qui fait qu'il peut s'énerver facilement, sortir complètement de son match, commettre de nombreuses fautes directes et lancer sa raquette à terre. Sa confiance et son mental, certes fragiles, se sont néanmoins nettement améliorés, en témoigne son quart de finale à Roland-Garros 2010 où il a battu en cinq manches Novak Djokovic, no 3 mondial, alors que ce dernier menait 6-2, 6-3, 2-0.
L'Autrichien a une particularité, peu courante chez les hommes sur le circuit professionnel, celle de ne prendre qu'une seule balle pour servir, ce qui fait qu'à chaque fois qu'il rate sa première balle, il doit demander une balle à un ramasseur de balle.

## Palmarès

### En double messieurs
| 17 titres en double | 2 G. Chelem | 2 G. Chelem | 2 G. Chelem | 2 G. Chelem | 0 Masters | 0 Masters | 0 Masters   | 0 Masters   | 1 Masters 1000 | 1 Masters 1000 | 1 Masters 1000 | 1 Masters 1000 | 4 ATP 500          | 4 ATP 500          | 4 ATP 500          | 4 ATP 500          | 10 ATP 250         | 10 ATP 250         | 10 ATP 250     | 10 ATP 250     | 0 JO           | 0 JO           | 0 JO           | 0 JO           |
| 17 titres en double | 9 sur dur   | 9 sur dur   | 9 sur dur   | 9 sur dur   | 9 sur dur | 9 sur dur | 3 sur gazon | 3 sur gazon | 3 sur gazon    | 3 sur gazon    | 3 sur gazon    | 3 sur gazon    | 4 sur terre battue | 4 sur terre battue | 4 sur terre battue | 4 sur terre battue | 4 sur terre battue | 4 sur terre battue | 1 sur moquette | 1 sur moquette | 1 sur moquette | 1 sur moquette | 1 sur moquette | 1 sur moquette |

## Parcours dans les tournois duGrand Chelem

### En simple
| Année | Open d'Australie | Open d'Australie | Internationaux de France | Internationaux de France | Wimbledon       | Wimbledon        | US Open         | US Open          |
| ----- | ---------------- | ---------------- | ------------------------ | ------------------------ | --------------- | ---------------- | --------------- | ---------------- |
| 2000  | —                | —                | —                        | —                        | 1er tour (1/64) | M. Philippoussis | —               | —                |
| 2001  | —                | —                | —                        | —                        | —               | —                | —               | —                |
| 2002  | —                | —                | —                        | —                        | 1er tour (1/64) | Greg Rusedski    | 2e tour (1/32)  | Nicolás Massú    |
| 2003  | 1er tour (1/64)  | P. Srichaphan    | 1er tour (1/64)          | David Ferrer             | 2e tour (1/32)  | Jonas Björkman   | 2e tour (1/32)  | J. C. Ferrero    |
| 2004  | 3e tour (1/16)   | Sjeng Schalken   | 2e tour (1/32)           | Lleyton Hewitt           | 1er tour (1/64) | Lleyton Hewitt   | 3e tour (1/16)  | Michaël Llodra   |
| 2005  | 3e tour (1/16)   | Andy Roddick     | 3e tour (1/16)           | Guillermo Coria          | 3e tour (1/16)  | Guillermo Coria  | 1er tour (1/64) | Fabrice Santoro  |
| 2006  | 1er tour (1/64)  | Robby Ginepri    | 1er tour (1/64)          | Nicolas Kiefer           | 1er tour (1/64) | Nicolas Mahut    | 1er tour (1/64) | Alessio Di Mauro |
| 2007  | 2e tour (1/32)   | Tommy Robredo    | 2e tour (1/32)           | Juan Mónaco              | —               | —                | 2e tour (1/32)  | J. M. del Potro  |
| 2008  | 2e tour (1/32)   | Marin Čilić      | 3e tour (1/16)           | Gaël Monfils             | 3e tour (1/16)  | Arnaud Clément   | 3e tour (1/16)  | Andy Murray      |
| 2009  | 3e tour (1/16)   | Andy Murray      | 3e tour (1/16)           | Gaël Monfils             | 3e tour (1/16)  | Andy Roddick     | 2e tour (1/32)  | J. M. del Potro  |
| 2010  | 1er tour (1/64)  | Florent Serra    | 1/2 finale               | Rafael Nadal             | 1/8 de finale   | Roger Federer    | 1/8 de finale   | Roger Federer    |
| 2011  | 1/8 de finale    | Andy Murray      | 2e tour (1/32)           | Lukáš Rosol              | 3e tour (1/16)  | Xavier Malisse   | 2e tour (1/32)  | Igor Kunitsyn    |
| 2012  | 1er tour (1/64)  | Ivo Karlović     | 1er tour (1/64)          | Michael Berrer           | 2e tour (1/32)  | Lukáš Lacko      | 1er tour (1/64) | Bradley Klahn    |
| 2013  | 3e tour (1/16)   | Tomáš Berdych    | 1er tour (1/64)          | Igor Sijsling            | 1/8 de finale   | Jerzy Janowicz   | 1er tour (1/64) | Evgeny Donskoy   |
| 2014  | —                | —                | 2e tour (1/32)           | J.-W. Tsonga             | 1er tour (1/64) | J.-W. Tsonga     | 1er tour (1/64) | M. Granollers    |
| 2015  | 2e tour (1/32)   | Tomáš Berdych    | 2e tour (1/32)           | Andrey Kuznetsov         | —               | —                | 2e tour (1/32)  | Tomáš Berdych    |
| 2016  | —                | —                | —                        | —                        | —               | —                | —               | —                |
| 2017  | 1er tour (1/64)  | Roger Federer    | —                        | —                        | —               | —                | —               | —                |

N.B. : à droite du résultat se trouve le nom de l'ultime adversaire.

### En double
| Année | Open d'Australie                 | Open d'Australie             | Internationaux de France        | Internationaux de France    | Wimbledon                   | Wimbledon                   | US Open                           | US Open                         |
| ----- | -------------------------------- | ---------------------------- | ------------------------------- | --------------------------- | --------------------------- | --------------------------- | --------------------------------- | ------------------------------- |
| 2003  | —                                | —                            | —                               | —                           | 1er tour (1/32) J. Nieminen | H. Arazi Y. El Aynaoui      | 2e tour (1/16) F. Volandri        | Mario Ančić I. Ljubičić         |
| 2004  | 2e tour (1/16) N. Zimonjić       | André Sá F. Saretta          | 1er tour (1/32) I. Labadze      | G. Etlis M. Rodríguez       | —                           | —                           | 2e tour (1/16) A. Peya            | S. Aspelin Todd Perry           |
| 2005  | 1/2 finale A. Waske              | W. Black K. Ullyett          | 1/4 de finale J. Knowle         | F. González N. Massú        | 1/8 de finale J. Knowle     | J. Björkman Max Mirnyi      | 2e tour (1/16) J. Knowle          | J. Hernych V. Spadea            |
| 2006  | 1/8 de finale J. Knowle          | S. Aspelin Todd Perry        | 1/8 de finale J. Knowle         | A. Peya Björn Phau          | 1er tour (1/32) G. Müller   | D. Bracciali N. Djokovic    | 2e tour (1/16) J. Knowle          | J. Nieminen G. Oliver           |
| 2007  | 1/8 de finale J. Knowle          | F. Santoro N. Zimonjić       | —                               | —                           | —                           | —                           | 1er tour (1/32) Robin Haase       | Amer Delić J. Gimelstob         |
| 2008  | 2e tour (1/16) A. Peya           | D. Nestor N. Zimonjić        | 1er tour (1/32) A. Peya         | J. Coetzee W. Moodie        | 2e tour (1/16) T. Johansson | J. Benneteau N. Mahut       | 2e tour (1/16) R. Schüttler       | M. Melo André Sá                |
| 2009  | 1er tour (1/32) J. Knowle        | Mardy Fish John Isner        | 2e tour (1/16) J. Knowle        | P. Cuevas L. Horna          | 1er tour (1/32) J. Knowle   | R. Kendrick S. Querrey      | 1/8 de finale J. Knowle           | L. Dlouhý L. Paes               |
| 2010  | 1/8 de finale P. Petzschner      | Bob Bryan Mike Bryan         | 1er tour (1/32) P. Petzschner   | M. Bhupathi Max Mirnyi      | Victoire P. Petzschner      | R. Lindstedt Horia Tecău    | 1er tour (1/32) P. Petzschner     | K. Anderson V. Hănescu          |
| 2011  | 1/4 de finale P. Petzschner      | Bob Bryan Mike Bryan         | —                               | —                           | 1/4 de finale P. Petzschner | Bob Bryan Mike Bryan        | Victoire P. Petzschner            | M. Fyrstenberg M. Matkowski     |
| 2012  | 1/8 de finale P. Petzschner      | S. González C. Kas           | 1/8 de finale P. Petzschner     | Ivan Dodig M. Melo          | 1/2 finale P. Petzschner    | R. Lindstedt Horia Tecău    | 2e tour (1/16) P. Petzschner      | J. Delgado Ken Skupski          |
| 2013  | 1er tour (1/32) O. Rochus        | A. Peya B. Soares            | 2e tour (1/16) L. Paes          | P. Cuevas H. Zeballos       | 1/4 de finale J. Blake      | Ivan Dodig M. Melo          | 1er tour (1/32) J. Knowle         | T. C. Huey D. Inglot            |
| 2014  | -                                | -                            | 1/8 de finale F. López          | M. Draganja F. Mergea       | 2e tour (1/16) F. López     | J.-J. Rojer Horia Tecău     | 2e tour (1/16) R. Lindstedt       | E. Butorac R. Klaasen           |
| 2015  | 1er tour (1/32) M. Bhupathi      | D. Schwartzman H. Zeballos   | 2e tour (1/16) R. Lindstedt     | V. Pospisil Jack Sock       | 2e tour (1/16) R. Lindstedt | L. Hewitt T. Kokkinakis     | 1er tour (1/32) P. Petzschner     | Jérémy Chardy Łukasz Kubot      |
| 2016  | —                                | —                            | —                               | —                           | —                           | —                           | 2e tour (1/16) M. Matkowski       | J. Murray B. Soares             |
| 2017  | 2e tour (1/16) A.-U.-H. Qureshi  | Brian Baker Nikola Mektić    | —                               | —                           | —                           | —                           | —                                 | —                               |
| 2018  | —                                | —                            | —                               | —                           | 1er tour (1/32) D. Nestor   | Nikola Mektić A. Peya       | 1/8 de finale N. Mektić           | Austin Krajicek Tennys Sandgren |
| 2019  | —                                | —                            | 2e tour (1/16) N. Mahut         | Kevin Krawietz Andreas Mies | 2e tour (1/16) O. Marach    | Roman Jebavý Philipp Oswald | 1/4 de finale O. Marach           | M. Granollers H. Zeballos       |
| 2020  | 2e tour (1/16) É. Roger-Vasselin | Marcelo Arévalo Jonny O'Mara | 1/8 de finale É. Roger-Vasselin | J. S. Cabal Robert Farah    | Annulé                      | Annulé                      | 1er tour (1/16) É. Roger-Vasselin | J. S. Cabal Robert Farah        |
| 2021  | —                                | —                            | 1er tour (1/32) Marc López      | R. Arneodo Benoît Paire     | 1er tour (1/32) A. Begemann | Sander Arends M. Middelkoop | 1er tour (1/32) M. Polmans        | Jérémy Chardy Fabrice Martin    |

N.B. : le nom du partenaire se trouve sous le résultat ; le nom des ultimes adversaires se trouve à droite.

### En double mixte
| Année       | Open d'Australie            | Open d'Australie                 | Internationaux de France      | Internationaux de France    | Wimbledon                           | Wimbledon                  | US Open                      | US Open                |
| ----------- | --------------------------- | -------------------------------- | ----------------------------- | --------------------------- | ----------------------------------- | -------------------------- | ---------------------------- | ---------------------- |
| 2006        | 1er tour (1/16) A. Myskina  | L. Raymond J. Björkman           | 2e tour (1/8) A. Myskina      | B. Stewart M. Matkowski     | —                                   | —                          | —                            | —                      |
| 2007        | —                           | —                                | 1er tour (1/16) E. Daniilídou | M. Santangelo Simon Aspelin | —                                   | —                          | —                            | —                      |
| 2008        | —                           | —                                | —                             | —                           | —                                   | —                          | 1er tour (1/16) D. Cibulková | K. Peschke P. Vízner   |
| 2009        | 1/4 de finale D. Cibulková  | N. Dechy Andy Ram                | —                             | —                           | —                                   | —                          | —                            | —                      |
| 2011        | —                           | —                                | —                             | —                           | Victoire I. Benešová                | E. Vesnina M. Bhupathi     | 1er tour (1/16) I. Benešová  | K. Srebotnik D. Nestor |
| 2012        | 2e tour (1/8) I. Benešová   | S. Mirza M. Bhupathi             | —                             | —                           | 2e tour (116) I. Benešová           | L. Robson D. Inglot        | 1er tour (1/16) I. Benešová  | A. Spears S. Lipsky    |
| 2014        | —                           | —                                | 1er tour (1/16) I. Benešová   | A. Spears A. Peya           | 1er tour (1/32) A. Medina Garrigues | B. Jovanovski Mate Pavić   | —                            | —                      |
| 2015        | —                           | —                                | —                             | —                           | 1er tour (1/32) B. Strýcová         | Nick Kyrgios Madison Keys  | —                            | —                      |
| 2016 à 2018 | —                           | —                                | —                             | —                           | —                                   | —                          | —                            | —                      |
| 2019        | —                           | —                                | —                             | —                           | 1er tour (1/32) Pavlyuchenkova      | G. Voskoboeva D. Molchanov | —                            | —                      |
| 2020        | 1er tour (1/16) K. Flipkens | Andreja Klepač É. Roger-Vasselin | Annulé                        | Annulé                      | Annulé                              | Annulé                     | Annulé                       | Annulé                 |

N.B. : le nom de la partenaire se trouve sous le résultat ; le nom des ultimes adversaires se trouve à droite.

## Participation auxMasters

### En double
| Année | Ville              | Surface    | Partenaire             | Résultats | Résultat final    |
| ----- | ------------------ | ---------- | ---------------------- | --------- | ----------------- |
| 2010  | Londres (O2 Arena) | Dur indoor | Philipp Petzschner     | 1v, 2d    | Éliminé en poules |
| 2011  | Londres (O2 Arena) | Dur indoor | Philipp Petzschner     | 1v, 2d    | Éliminé en poules |
| 2020  | Londres (O2 Arena) | Dur indoor | Édouard Roger-Vasselin | 3v, 2d    | Finaliste         |

## Parcours dans lesMasters 1000
| Année | Indian Wells             | Miami                   | Monte-Carlo                | Rome                      | Hambourg puis Madrid      | Canada                  | Cincinnati              | Madrid puis Shanghai      | Paris                     |
| ----- | ------------------------ | ----------------------- | -------------------------- | ------------------------- | ------------------------- | ----------------------- | ----------------------- | ------------------------- | ------------------------- |
| 2004  | 1er tour V. Hănescu      | 3e tour Todd Martin     | —                          | —                         | 1/4 de finale L. Hewitt   | 1/4 de finale N. Kiefer | 1er tour J. Morrison    | —                         | 1/8 de finale Marat Safin |
| 2005  | 3e tour Tim Henman       | 1er tour J. Acasuso     | 1er tour N. Davydenko      | 1er tour V. Hănescu       | 1er tour J. C. Ferrero    | 1er tour T. Berdych     | 1er tour A. Roddick     | 2e tour D. Nalbandian     | —                         |
| 2006  | 1er tour R. Söderling    | 1er tour Kevin Kim      | —                          | —                         | 1er tour N. Kiefer        | —                       | —                       | —                         | —                         |
| 2007  | 2e tour J. Benneteau     | 2e tour P.-H. Mathieu   | 1er tour S. Roitman        | 1er tour G. Cañas         | 1/8 de finale F. González | 1er tour J. Blake       | 1/8 de finale L. Hewitt | 1er tour R. Ginepri       | 1er tour F. Volandri      |
| 2008  | 2e tour A. Murray        | 2e tour J.-W. Tsonga    | —                          | —                         | —                         | —                       | —                       | —                         | —                         |
| 2009  | 3e tour J. M. del Potro  | 2e tour J. Tipsarević   | 1er tour A. Seppi          | 1/8 de finale F. González | 2e tour R. Nadal          | 1er tour V. Hănescu     | 2e tour J. Benneteau    | 1/8 de finale F. López    | —                         |
| 2010  | 1/8 de finale A. Roddick | 3e tour F. Verdasco     | 2e tour P. Petzschner      | 1er tour S. Wawrinka      | 1/4 de finale N. Almagro  | 1er tour P. Polansky    | 2e tour E. Gulbis       | 1/4 de finale Juan Mónaco | 1/4 de finale R. Federer  |
| 2011  | 3e tour R. Gasquet       | 2e tour P. Petzschner   | 1/2 finale D. Ferrer       | 2e tour F. Mayer          | 2e tour D. Gimeno         | —                       | 1er tour G. Simon       | 2e tour S. Giraldo        | —                         |
| 2012  | 2e tour T. Bellucci      | 3e tour G. Simon        | 2e tour J. Benneteau       | 1er tour R. Gasquet       | 2e tour S. Wawrinka       | 1er tour Sam Querrey    | 1er tour Sam Querrey    | 1er tour G. Simon         | 1er tour G. Dimitrov      |
| 2013  | 1er tour M. Zverev       | 1/4 de finale D. Ferrer | 1/8 de finale J.-W. Tsonga | 1er tour K. Anderson      | 1er tour K. Nishikori     | 1er tour M. Youzhny     | 1er tour Juan Mónaco    | 2e tour K. Nishikori      | —                         |
| 2014  | —                        | —                       | 1er tour J. Benneteau      | 1/8 de finale A. Murray   | 1er tour Juan Mónaco      | 1er tour Jack Sock      | 1er tour L. Hewitt      | —                         | 2e tour J.-W. Tsonga      |
| 2015  | 2e tour John Isner       | 2e tour J. Chardy       | —                          | —                         | —                         | —                       | —                       | —                         | —                         |

N.B. : sous le résultat se trouve le nom de l’ultime adversaire.

## Victoires sur le top 10
Toutes ses victoires sur des joueurs classés dans le top 10 de l'ATP lors de la rencontre.
| Légende         |
| --------------- |
| Grand Chelem    |
| Masters         |
| Jeux olympiques |
| Masters 1000    |
| 500 Series      |
| 250 Series      |
| Coupe Davis     |

| #  | J.M.   | Tournoi         | Année | Surface      | Adversaire            | Rang  | Tour | Score                    |
| -- | ------ | --------------- | ----- | ------------ | --------------------- | ----- | ---- | ------------------------ |
| 1  | no 95  | Vienne          | 2002  | Dur (int.)   | Tommy Haas            | no 2  | 1/8  | 6-4, 6-3                 |
| 2  | no 64  | Miami           | 2004  | Dur          | Tim Henman            | no 8  | 1/32 | 7-63, 2-6, 7-64          |
| 3  | no 36  | San José        | 2005  | Dur (int.)   | Andre Agassi          | no 10 | 1/4  | 6-3, 6-1                 |
| 4  | no 81  | Kitzbühel       | 2006  | Terre battue | Tommy Robredo         | no 7  | 1/16 | 6-2, 7-5                 |
| 5  | no 51  | Jeux olympiques | 2008  | Dur          | Stanislas Wawrinka    | no 10 | 1/16 | 6-4, 6-0                 |
| 6  | no 43  | Shanghai        | 2009  | Dur          | Juan Martín del Potro | no 5  | 1/16 | 7-5, 2-1 ab.             |
| 7  | no 31  | Dubaï           | 2010  | Dur          | Marin Čilić           | no 9  | 1/4  | 7-68, 7-5                |
| 8  | no 30  | Madrid          | 2010  | Terre battue | Fernando Verdasco     | no 9  | 1/8  | 7-5, 6-3                 |
| 9  | no 27  | Roland-Garros   | 2010  | Terre battue | Novak Djokovic        | no 3  | 1/4  | 3-6, 2-6, 6-2, 7-63, 6-4 |
| 10 | no 12  | Shanghai        | 2010  | Dur          | Rafael Nadal          | no 1  | 1/8  | 6-1, 3-6, 6-3            |
| 11 | no 12  | Paris-Bercy     | 2010  | Dur (int.)   | David Ferrer          | no 7  | 1/8  | 7-66, 2-6, 6-3           |
| 12 | no 9   | Monte-Carlo     | 2011  | Terre battue | Roger Federer         | no 3  | 1/4  | 6-4, 6-4                 |
| 13 | no 421 | Kitzbühel       | 2016  | Terre battue | Dominic Thiem         | no 9  | 1/8  | 6-3, 7-5                 |